# Cotonificio Poss
Con Cotonificio Poss venivano indicati i cotonifici presenti nel comune di Cesate, Uboldo e Saronno, costruiti dai Poss di Verbania a cavallo tra il XIX e il XX secolo.
Alessandro Poss, figlio del fondatore, crea nel 1904 un altro stabilimento di tessitura a Uboldo con 416 telai Northrop e, poco dopo, un impianto per la filatura di 10 000 fusi per assicurare il filo di trama. Nel 1908 è la volta di un nuovo impianto di filatura a Cesate con 14 000 fusi. Nel 1925 il Cotonificio diviene una Società Anonima. Nel 1927 vengono aggiornati gli impianti per tessitura di Saronno con 128 telai automatici Ruti.
L'azienda è sempre rivolta all'innovazione e all'evoluzione delle tecniche produttive.
Agli inizi del Novecento inizia anche la produzione di speciali tele per pneumatici, utilizzate ad esempio dalla Pirelli. Poi sarà la volta del rayon, di tele per aerei (ad esempio quella per il volo Sesto Calende-Melbourne-Tokyo-Roma del comandante De Pinedo).
Durante la Prima Guerra Mondiale, il cotonificio utilizza nei suoi impianti la canapa.
Dopo la Seconda Guerra Mondiale, la Poss, come tutti i cotonifici europei, deve fronteggiare la concorrenza dei produttori del terzo mondo. Gli stabilimenti chiudono negli anni '60.

## Cotonificio di Cesate
La struttura di produzione di Cesate dell'anno 1908 era considerata dalla Regione Lombardia esempio di archeologia industriale. Erano presenti officine meccaniche, laboratori, un opificio e un convitto operaio al fine della produzione di filati greggi per l'industria aeronautica e di pneumatici. Negli anni sessanta la produzione è in recessione e il percorso per la chiusura della sede è segnato anche da uno scontro tra Polizia e operai, che tentarono di occupare lo stabilimento per protesta verso la riduzione di personale.
Il cotonificio è stato abbattuto nel 2004 per essere rimpiazzato da una zona residenziale a seguito di un Accordo di Programma, stipulato tra il 1992 e il 1997, dal Comune di Cesate, la Regione Lombardia e il privato proprietario dell'area.
Questa scelta ha provocato reazioni nei cittadini del paese di Cesate, che erano ormai affezionati alla confortante figura del cotonificio, il quale era circondato da un parco di querce e abeti secolari.